# Mitglied des Bundesrechnungshofes
Mitglied des Bundesrechnungshofes ist die amtliche Bezeichnung für die leitenden Beamten des Bundesrechnungshofes (BRH). Hierzu gehören nach § 3 Abs. 1 Bundesrechnungshofgesetz (BRHG) der Präsident, der Vizepräsident, die Leiter der (derzeit neun) Prüfungsabteilungen und die Prüfungsgebietsleiter (für derzeit ca. 50 Prüfgebiete).
Rechnungshöfe sind (wie andere Verfassungsorgane) "mitgliedschaftlich" organisiert. Die Mitglieder des Rechnungshofes (etwa 60 der rund 1200 Mitarbeiter des BRH) treffen in der Form verschiedener "Kollegien" (Zweier- oder Dreierkollegium, § 9 BRHG; Senate, § 11 BRGH; Großer Senat, § 13 BRHG) die Entscheidungen des BRH. Entscheidungen im Zweier- und Dreierkollegium kommen nur einstimmig zustande, die Senate und der Große Senat entscheiden mit Stimmenmehrheit. Die Mitglieder besitzen richterliche Unabhängigkeit (Art. 114 Abs. 2 Satz 1 GG, § 3 Abs. 4 BRHG).
Die für Richter an obersten Gerichten des Bundes geltenden Vorschriften über Unabhängigkeit und Disziplinarmaßnahmen gelten entsprechend. Zuständig für disziplinarrechtliche und dienstrechtliche Gerichtsverfahren (gegen) Mitglieder ist das Dienstgericht des Bundes.
Präsident (B11) und Vizepräsident (B9) werden zu Beamten auf Zeit ernannt. Ihre Amtszeit beträgt zwölf Jahre, endet aber spätestens mit Erreichen der allgemeinen gesetzlichen Altersgrenze für Beamte (§ 3 Abs. 2 BRHG). Die Wiederwahl ist ausgeschlossen (§ 5 Abs. 1 BRHG). Die anderen Mitglieder (Direktoren (B6) und Ministerialräte (B3)) sind Beamte auf Lebenszeit und werden auf Vorschlag des Präsidenten des Bundesrechnungshofes – der nach Anhörung des Ständigen Ausschusses des Großen Senats des Bundesrechnungshofes entscheidet – ernannt (§ 5 Abs. 2 BRHG). Alle Mitglieder müssen die Befähigung für eine Laufbahn des höheren Dienstes besitzen; Präsident oder Vizepräsident und mindestens ein Drittel der übrigen Mitglieder müssen darüber hinaus die Befähigung zum Richteramt haben (§ 3 Abs. 3 BRHG).